# Людина у футлярі (скульптура)
Скульптурна композиція «Людина у футлярі» — пам'ятник одному з найвідоміших чеховських персонажів — «людині у футлярі» відкрито на батьківщині письменника в Таганрозі 27 січня 2010 року. Ця подія приурочена до 150-річчя Антона Павловича Чехова, яке відзначалося 29 січня. Розташований біля будівлі колишньої чоловічої класичної гімназії (нині Літературний музей А. П. Чехова). Автор роботи — Бегалов Давид Рубенович, член Спілки художників Росії (м. Ростов-на-Дону).
500-кілограмова скульптура з бронзи зображує героя оповідання А. П. Чехова Бєлікова, вчителя чоловічої гімназії, який біжать від дійсності у свій світ. Тінь, що падає на плінт, ще більше підкреслює безвихідність цього трагічного персонажу.
Скульптура встановлена на низькому постаменті, виконаному під стару бруківку.
Витрати на виготовлення скульптури і установку (благоустрій) — 723,802 тисяч рублів з муніципального бюджету. Є муніципальною власністю.